# 夏扎·班觉多吉

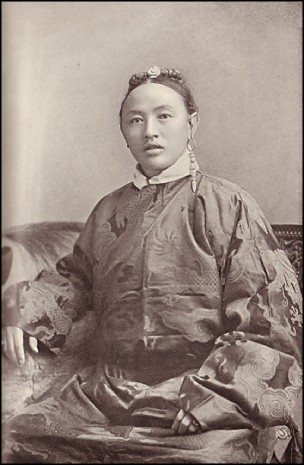
夏扎·班觉多吉

夏扎·班觉多吉（藏語：བཤད་སྒྲ་དཔལ་འབྱོར་རྡོ་རྗེ་，威利转写：bshad sgra dpal 'byor rdo rje，THL：Shédra Penjor Dorjé，1860年—1919年），藏族，西藏贵族，夏扎家族家长，曾任噶伦、伦钦等职。

## 生平
夏扎·班觉多吉为颇本香喀巴（shan kha pa）之子，后与夏扎·彭错多吉之女成婚而进入夏扎家族，并成为家族的继承人。他原为大昭寺商卓特巴，1892年在噶伦伊喜罗布汪曲去世后暂署噶伦。此后他曾前往大吉岭参加中英藏之间贸易协定的谈判。1893年返回拉拉萨后正式出任噶伦。由于与英国人来往密切，他招致了北京政府的疑虑。1903年被十三世达赖革职。1907年再次被起用，1908年被达赖任命为三位伦钦（地位位于达赖之下、噶伦之上的最高行政官）之一。1910年他随达赖逃往印度，1912年回到拉萨。1913年他成为了参加西姆拉会议的西藏代表团团长。1914年返回拉萨，1919年逝世。